# アルベルト・エデルフェルト
アルベルト・グスタフ・アリスティデス・エデルフェルト（フィンランド語: Albert Gustaf Aristides Edelfelt、1854年7月21日 - 1905年8月18日）は、フィンランドの画家。フィンランド大公国に住み、完全独立する前のフィンランドからフィンランド文化を世界に発信した。

## 生涯
1854年、建築家カルル・アルベルト・エデルフェルトとアレクサンドラ・ブラント（Alexandra Brandt）の間の息子として、ポルヴォーで生まれた。両親ともスウェーデン系フィンランド人だった。1869年からフィンランド美術協会の絵画学校で学び、その後は1871年から1873年までアドルフ・フォン・ベッカーの下で学んだ。1873年から1874年までアントウェルペン美術アカデミーで歴史画を勉強した後、1874年から1878年までパリのエコール・デ・ボザールでジャン＝レオン・ジェロームの学生になった。パリではアメリカ出身のジュリアン・オールデン・ウィアーとスタジオを共用、ウィアーはエデルフェルトをジョン・シンガー・サージェントに紹介した。その後、1881年から1882年までサンクトペテルブルクで学んだ。1888年にエラン・ド・ラ・シャペル女男爵（Ellan de la Chapelle）と結婚、1人の子供をもうけたが、エデルフェルトはほかにも多くの愛人を抱えた。

## 画家として

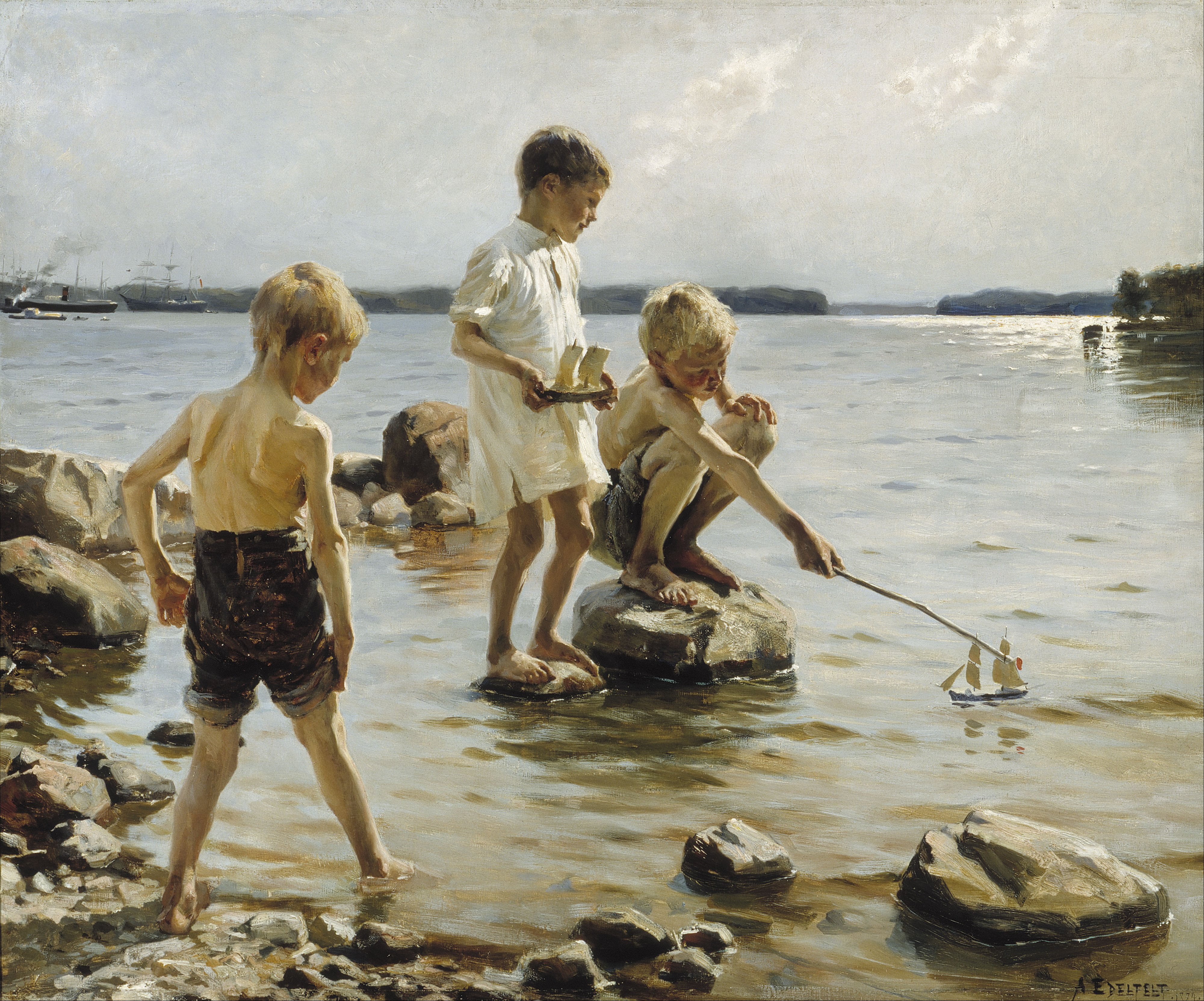
海岸で遊ぶ男の子たち、1884年。

エデルフェルトは国際的な評判を得た最初のフィンランド人美術家の1人だった。彼はパリで成功を収め、1889年パリ万国博覧会で金メダルを授与された。彼はルイ・パスツール、アイノ・アクテ、ロシア帝国王家（ホルシュタイン＝ゴットルプ＝ロマノフ家）など有名人の肖像画を描いた。
エデルフェルトはフィンランドにおける写実主義の始祖の1人であった。彼は当時の若いフィンランド人画家に影響を与え、同僚のアクセリ・ガッレン＝カッレラやグンナル・ベルントソンがパリでブレイクするのを助けた。学生の1人にレオン・バクストがいた。ルイ・パスツールの肖像画がパリのサロンで展示されると、エデルフェルトはレジオンドヌール勲章を授与された。
エデルフェルトは一家の友人であった詩人ユーハン・ルードヴィーグ・ルーネベリを崇拝していた。ルーネベリはエデルフェルトに深く影響、後にエデルフェルトの作品にフィンランドの歴史シーンが多く現れる結果となった。エデルフェルトはルーネベリの史詩ストール旗手物語を題材に絵画を描いた。
2004年、エデルフェルトの誕生150周年記念として100ユーロの記念コインが作られた。

## 作品

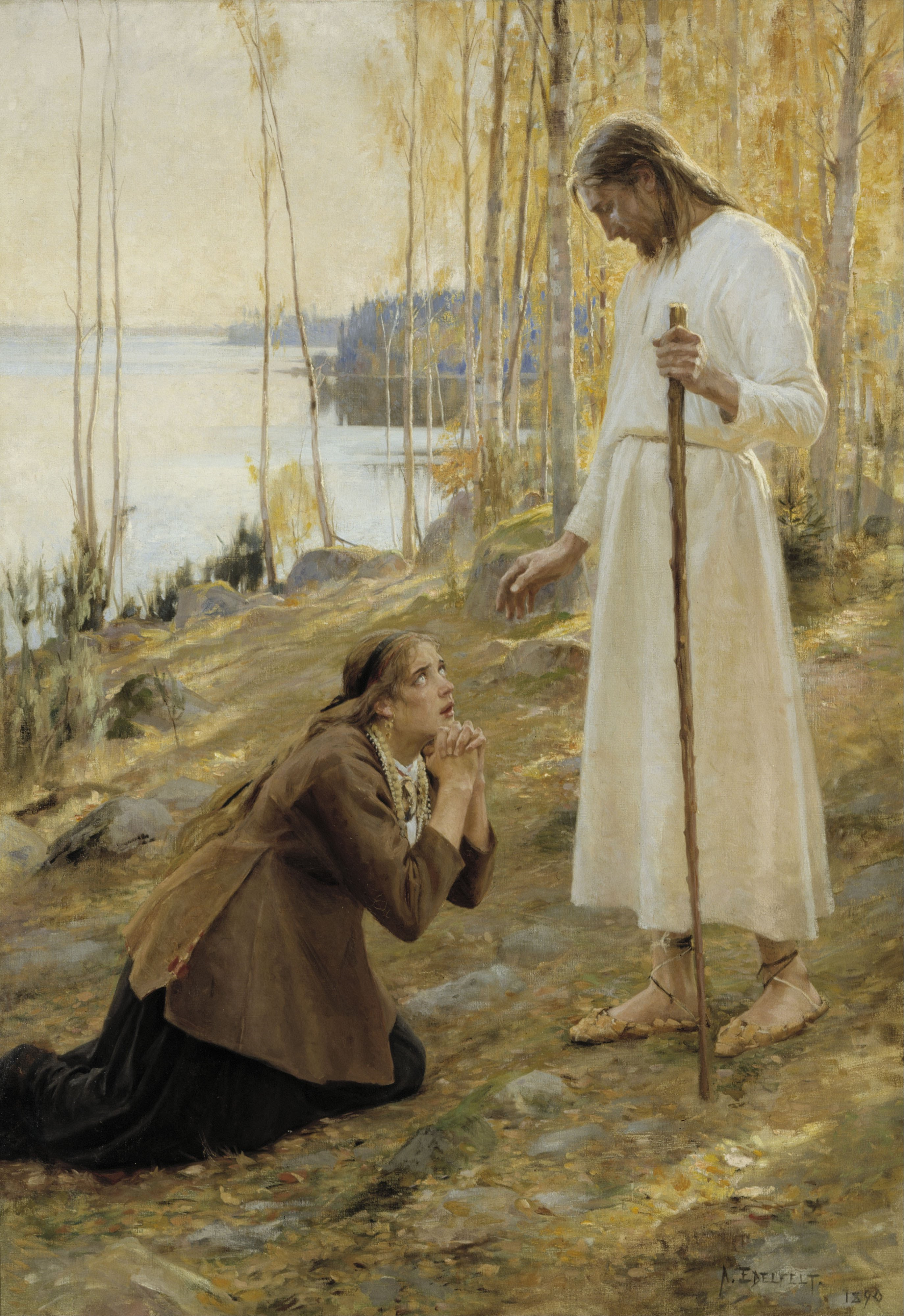
キリストとマグダラのマリア、1890年。

- ブランカ王妃 (1877)
- クラウス・フレミング（英語版）の死体を侮辱するカール大公 (1878)
- 子供の葬式 (1879)
- カバノキの下 (1881)
- ヴィルジニー (1883)
- 海にて (1883)
- 海岸で遊ぶ男の子たち (1884)
- ルイ・パスツールの肖像画（英語版） (1885)[4]
- 教会山上にあるルオコラハティの女性 (1887)
- リュクサンブール公園 (1887)
- キリストとマグダラのマリア (1890)
- ポリ連隊の行進（英語版） (1890)
- コペンハーゲン (1890)
- 2人の女性と洗濯物 (1893)
- ロシア皇帝ニコライ2世の肖像画 (1896)
- アイノ・アクテの肖像画 (1901)
- トゥルク王立アカデミー（英語版）の開幕式 (1904)

## ギャラリー

アルベルト・エデルフェルトの作品
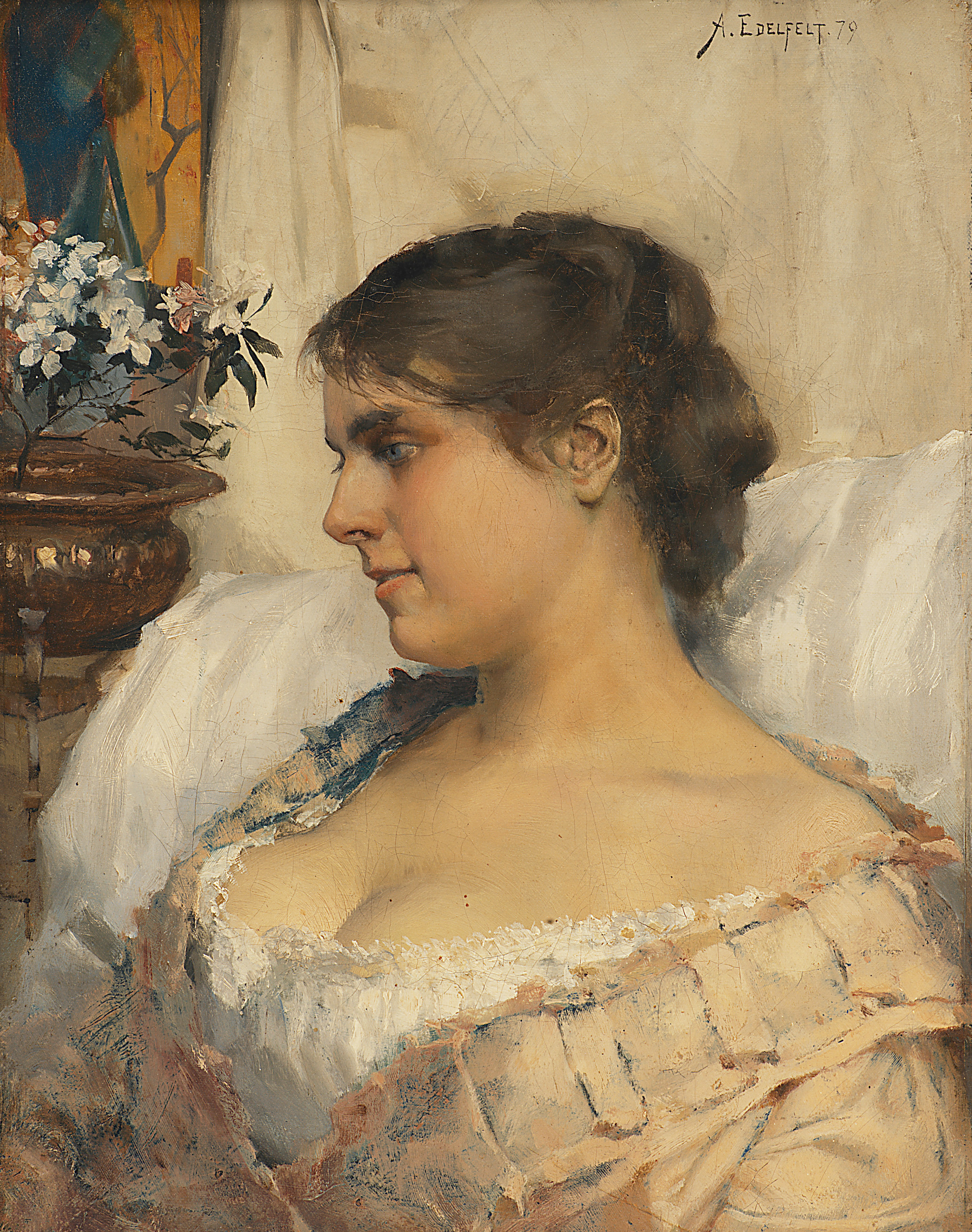
私室にいる若い女性
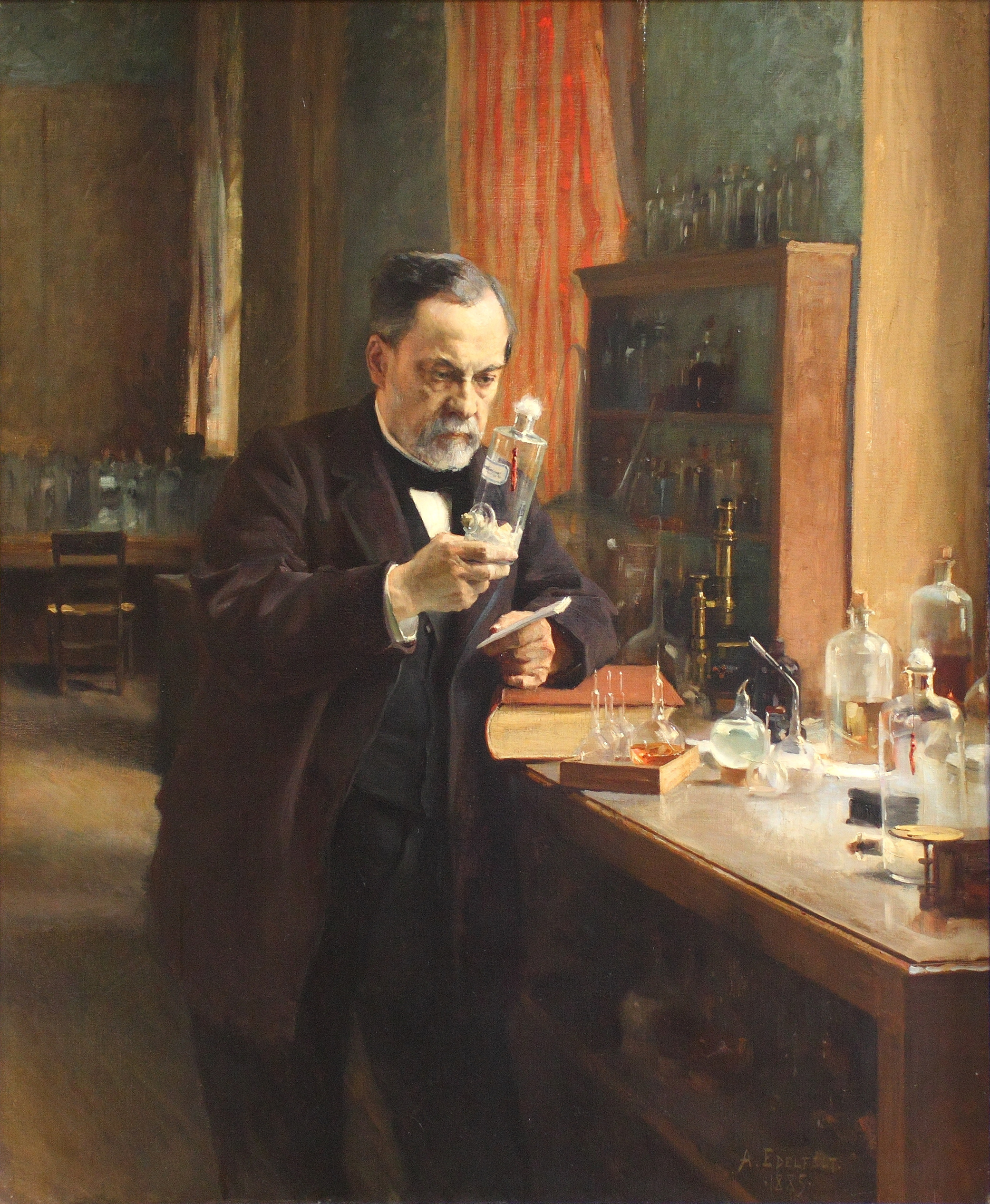
ルイ・パスツールの肖像画（英語版）
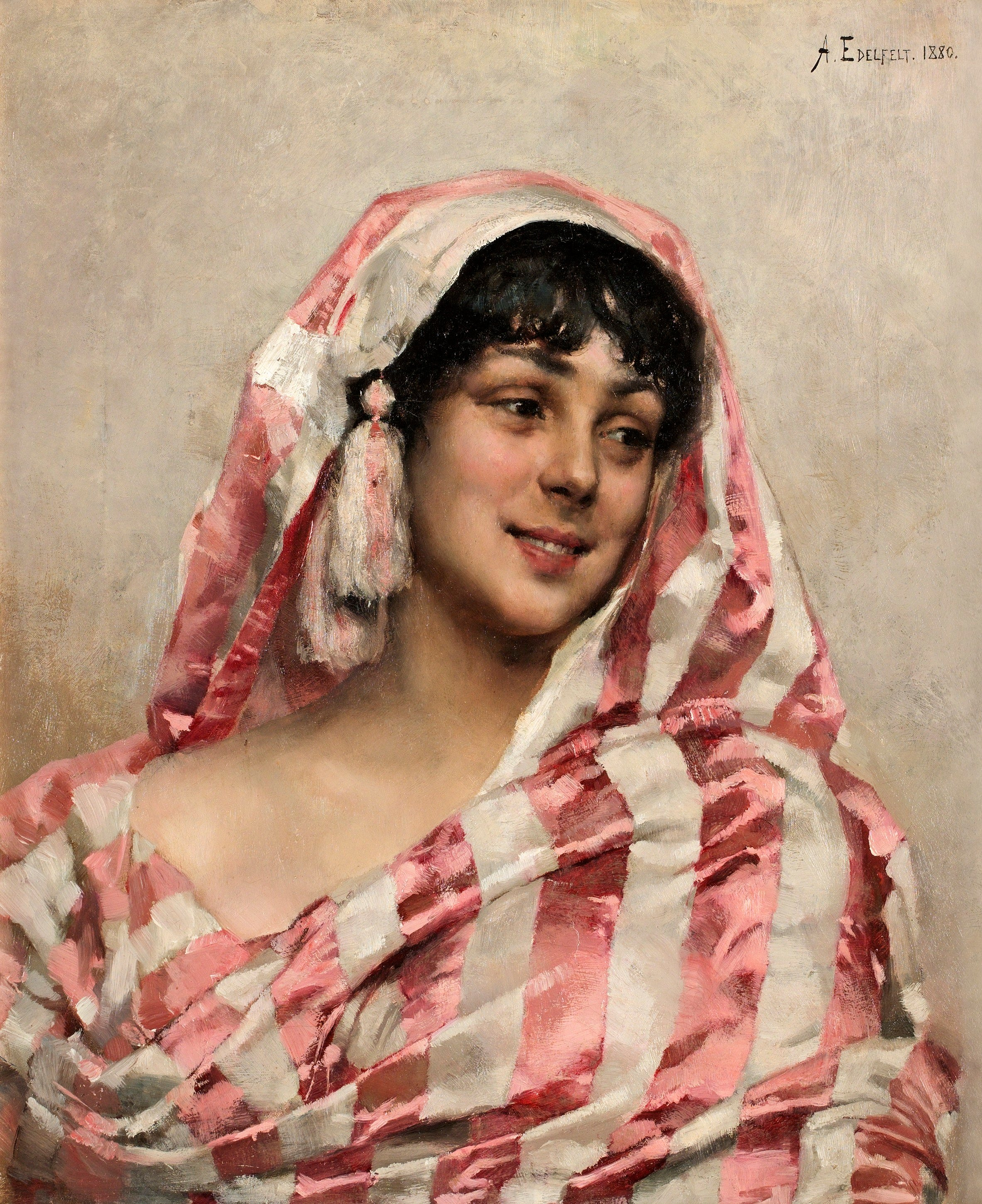
若い女性の肖像画
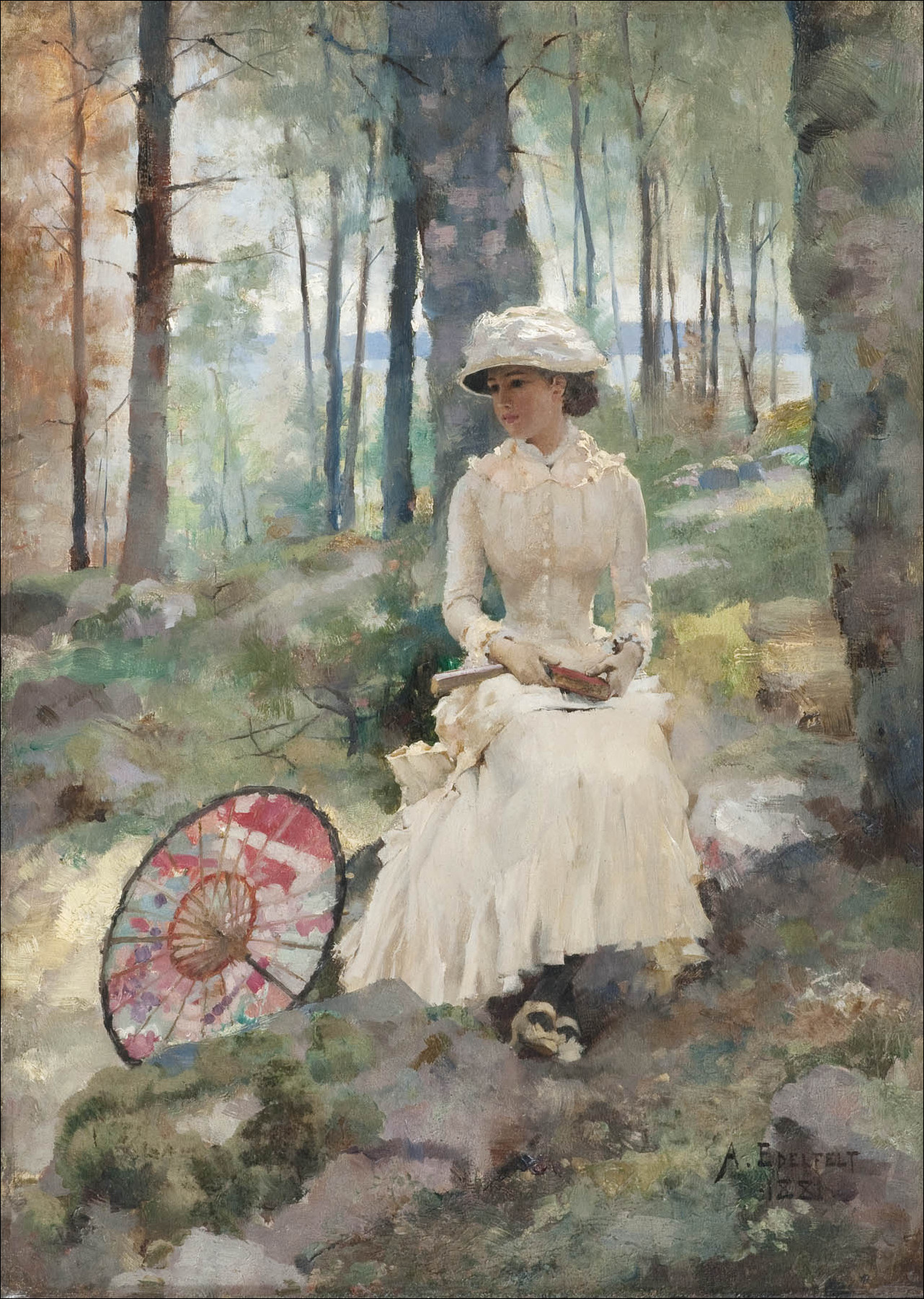
カバノキの下
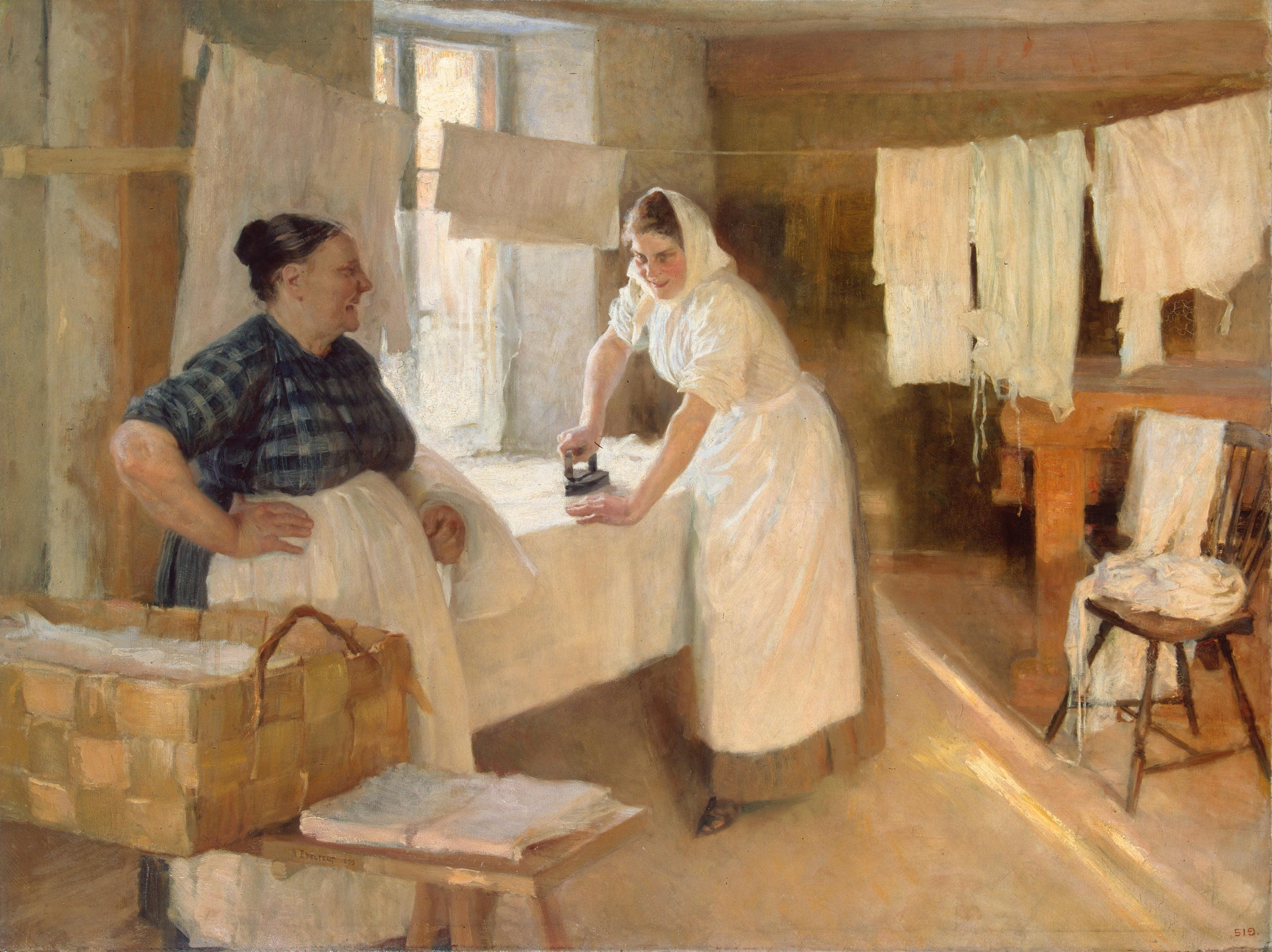
2人の女性と洗濯物
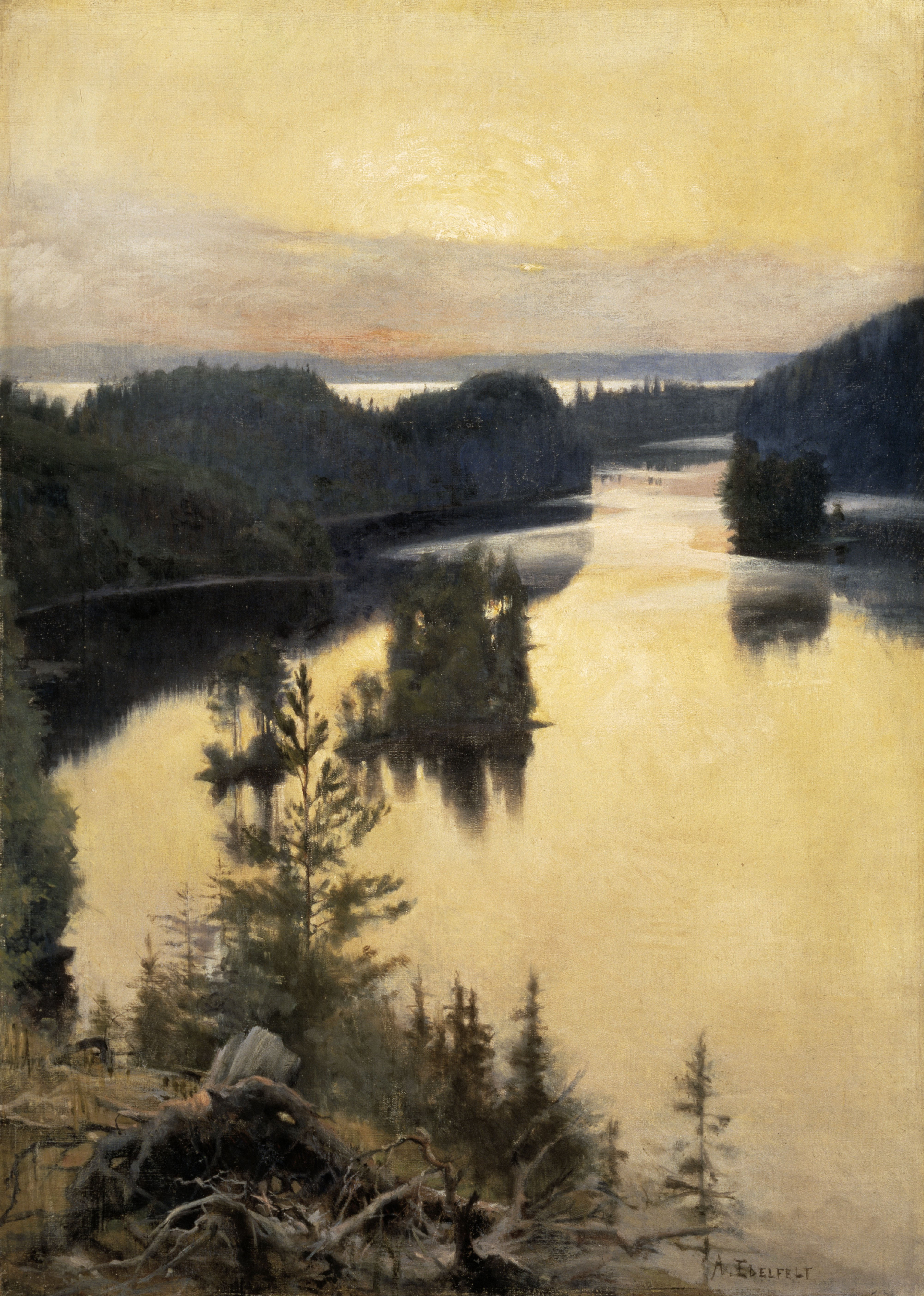
夕暮れのカウコラ（英語版）山稜
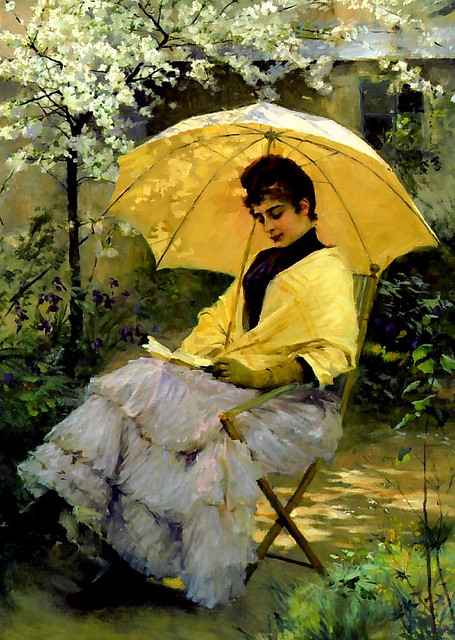
女性とパラソル
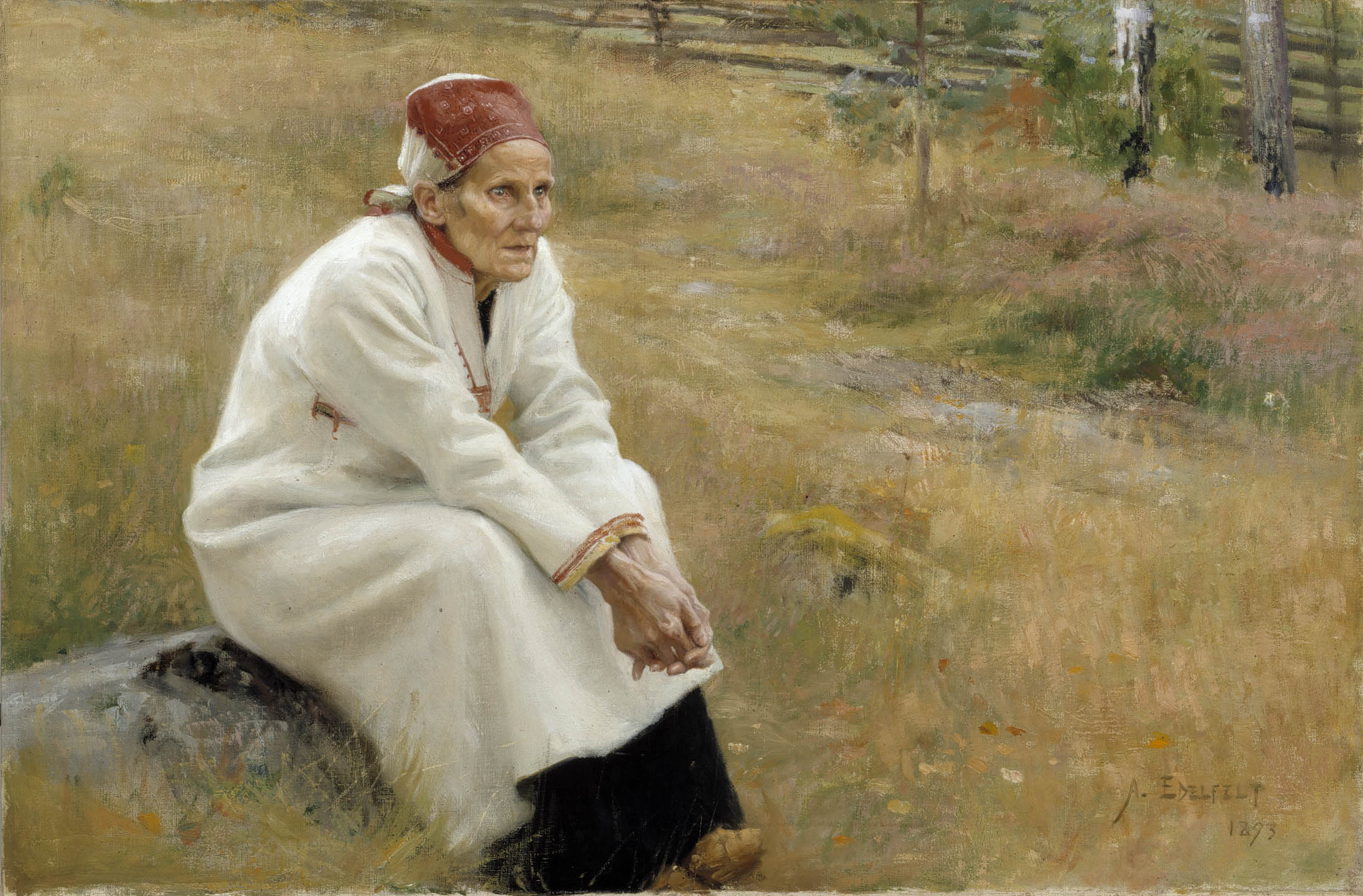
ラリン・パラスケ（英語版）
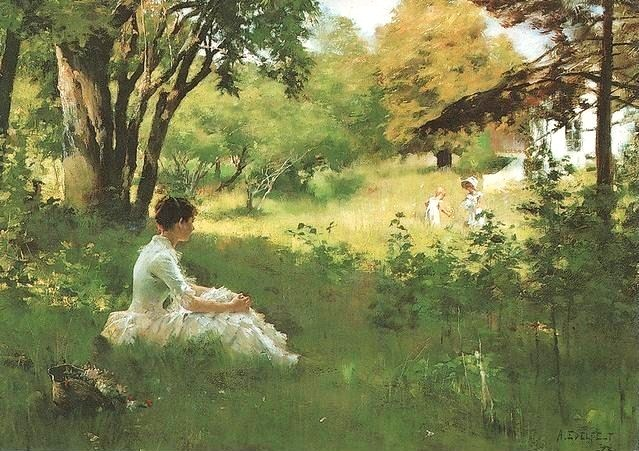
夏
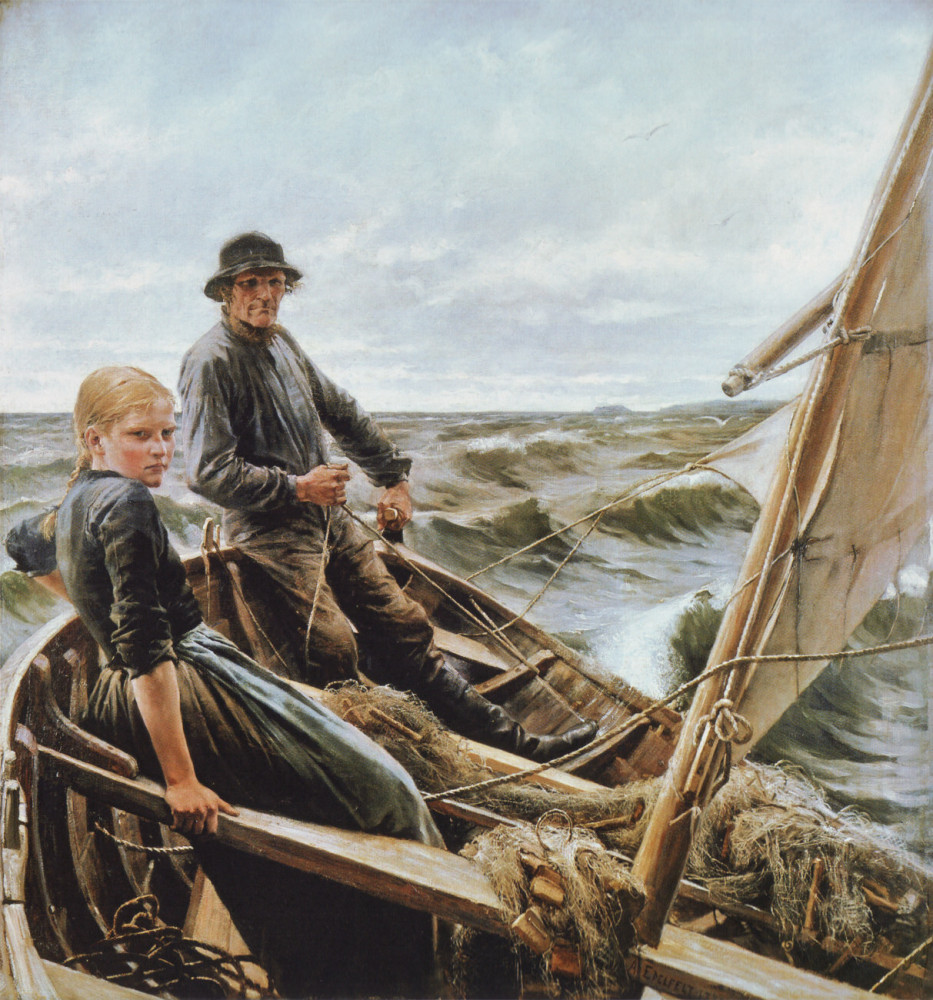
海上
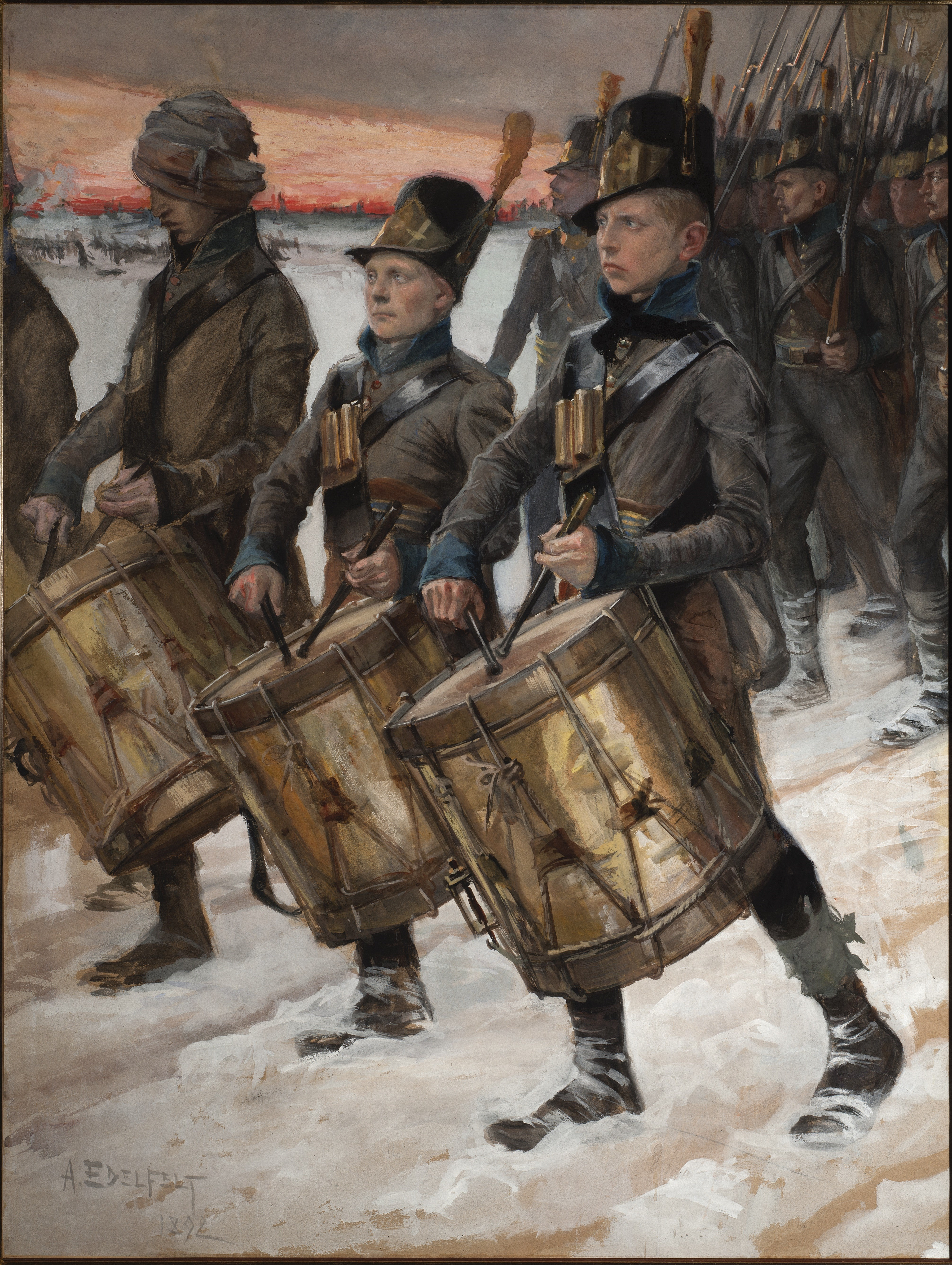
ポリ連隊の行進（英語版）
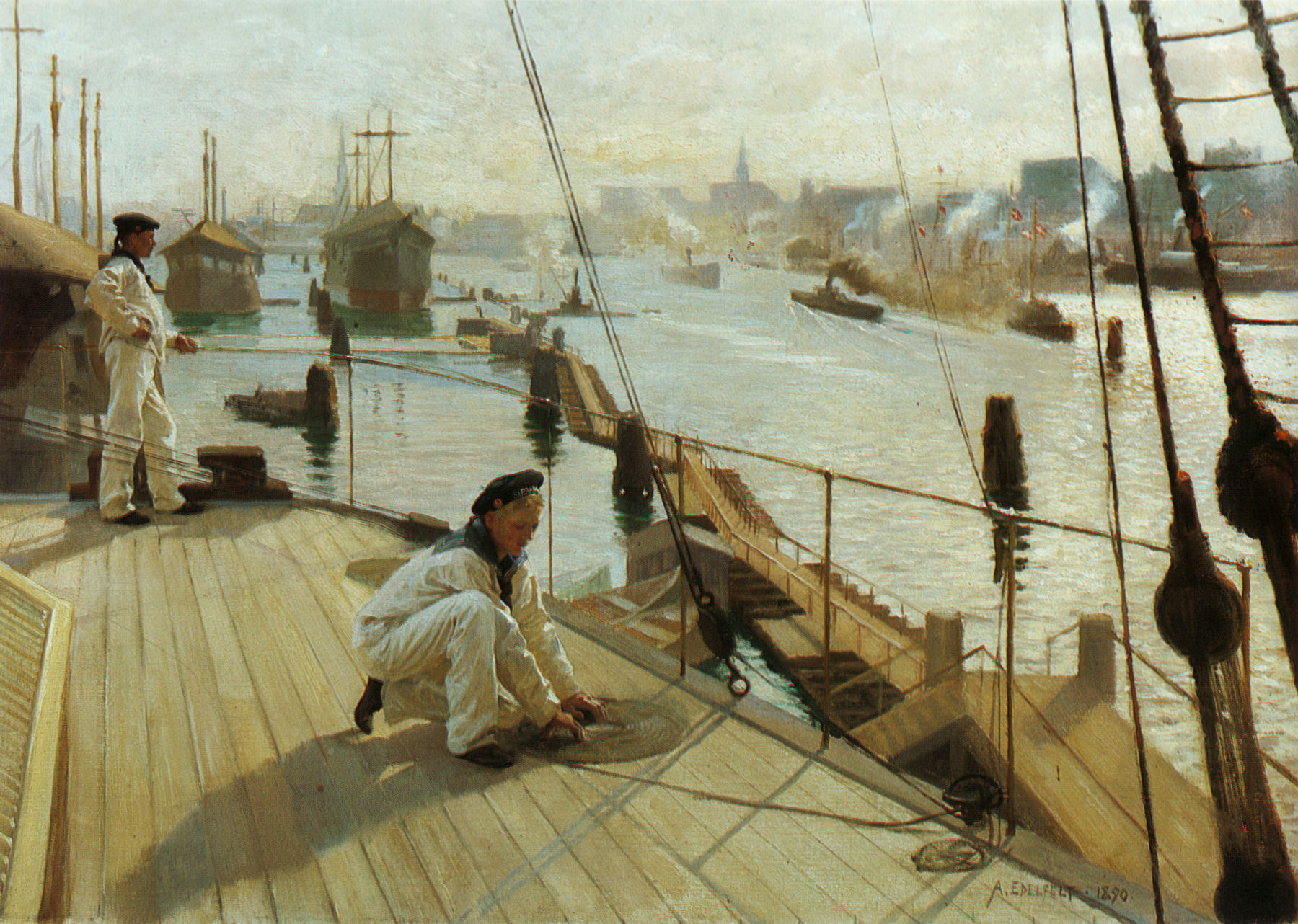
コペンハーゲン
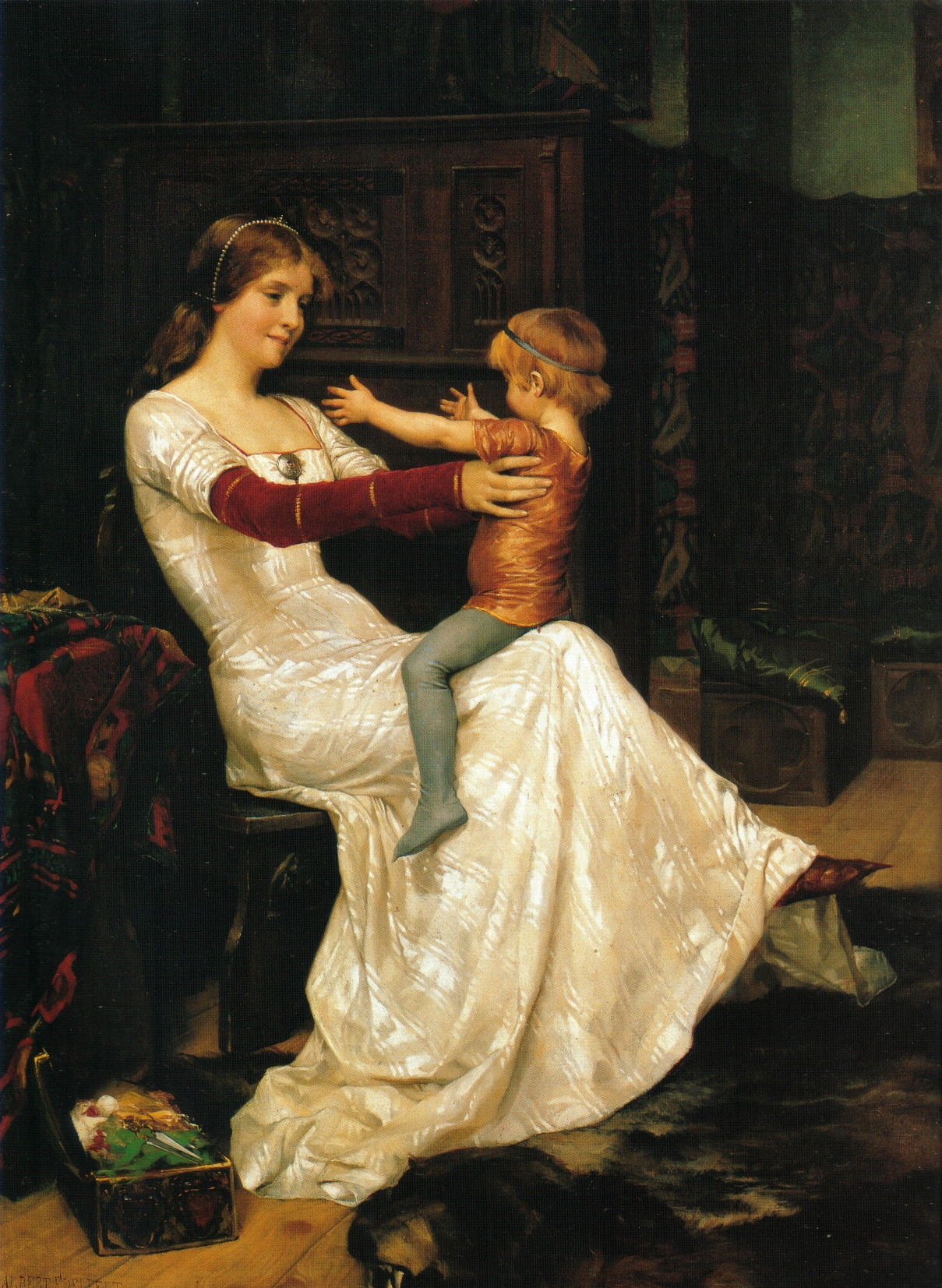
ブランカ王妃
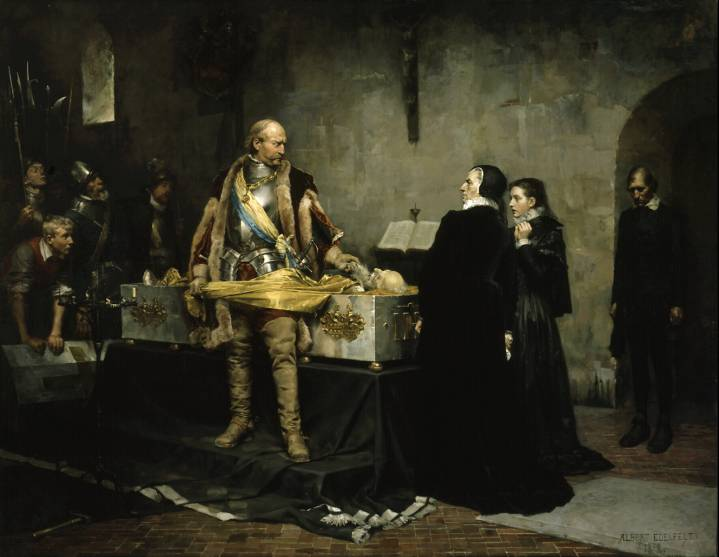
クラウス・フレミング（英語版）の死体を侮辱するカール大公
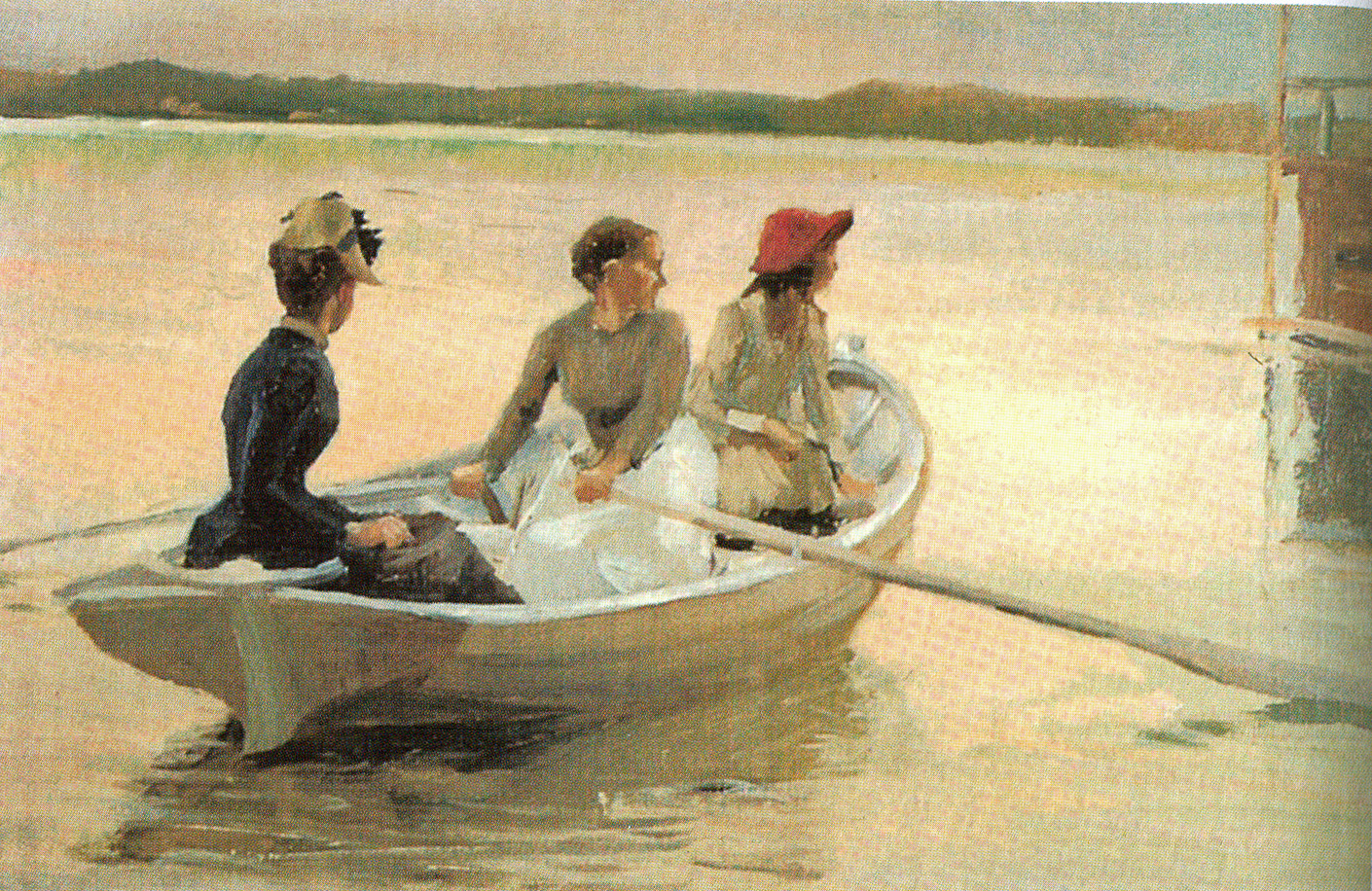
ボート上の女の子たち
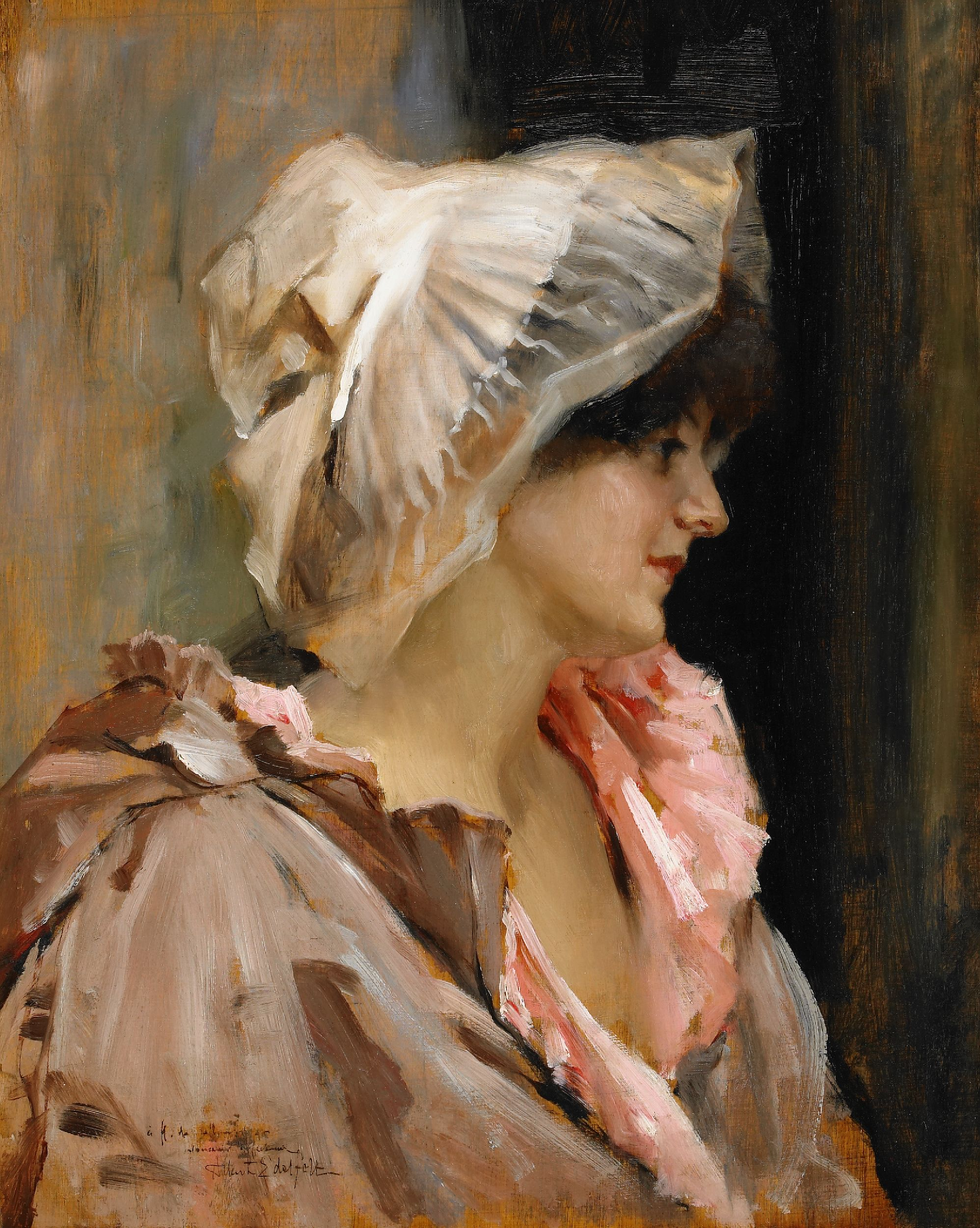
ペニョワールのパリ人女性
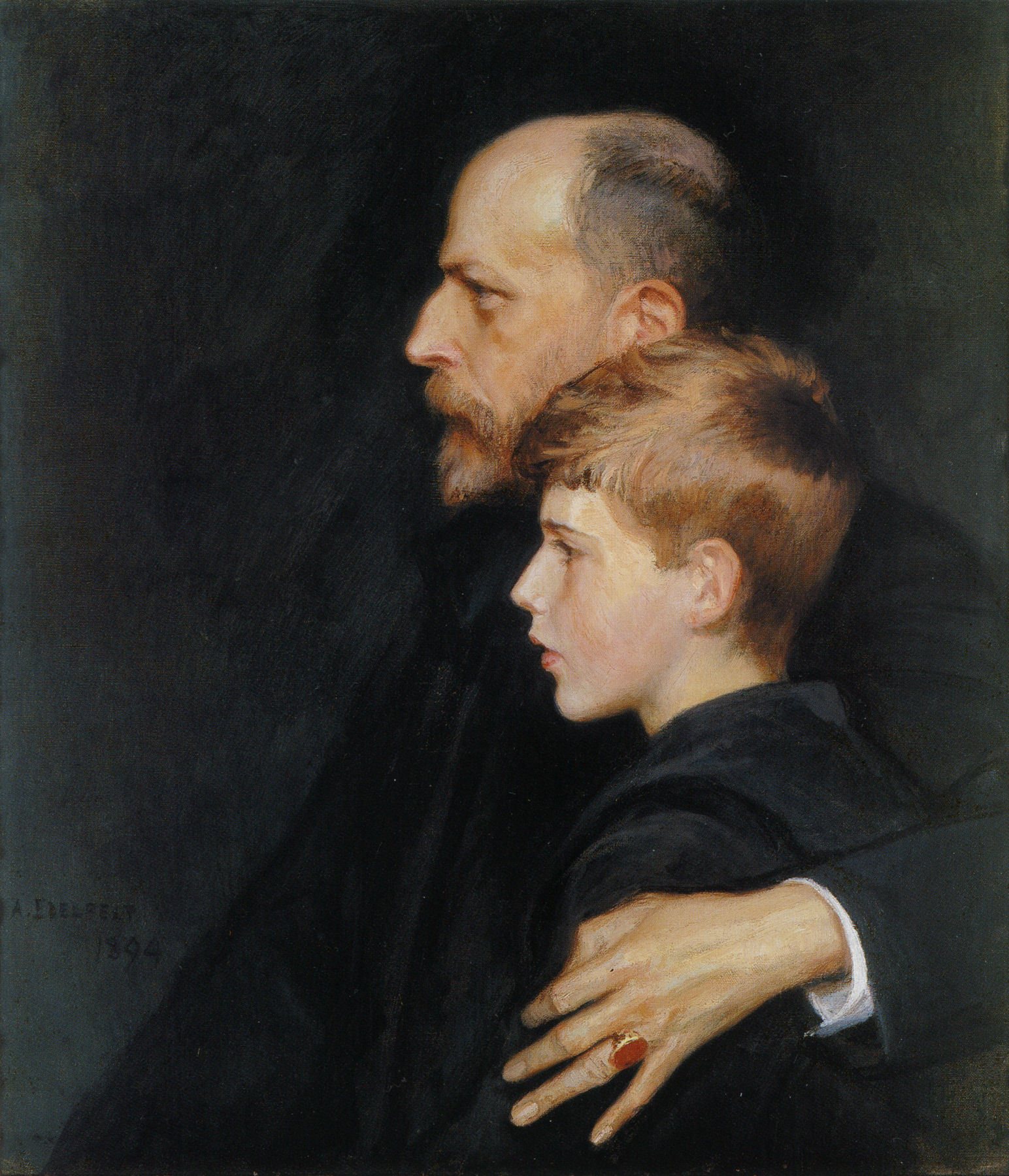
ピエトロとマリオ・クロホン
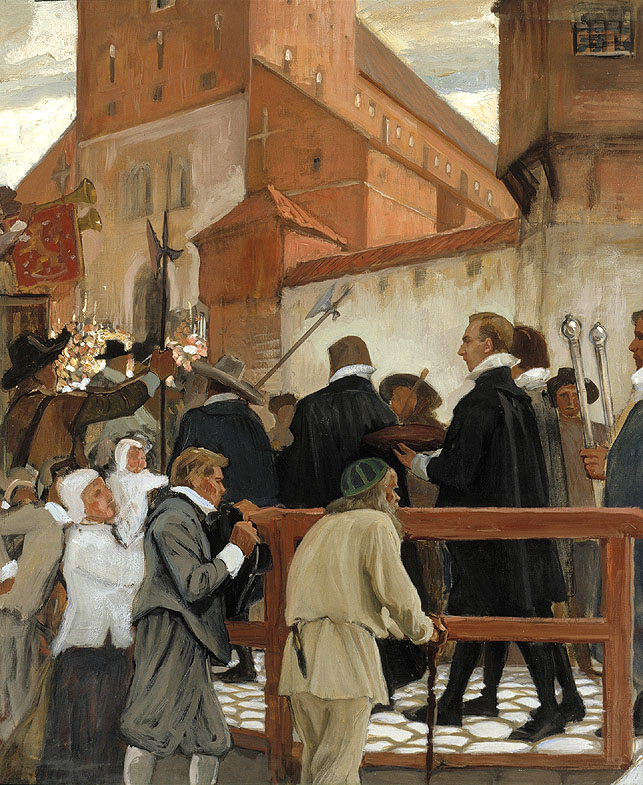
トゥルク王立アカデミー（英語版）の開幕式（左）
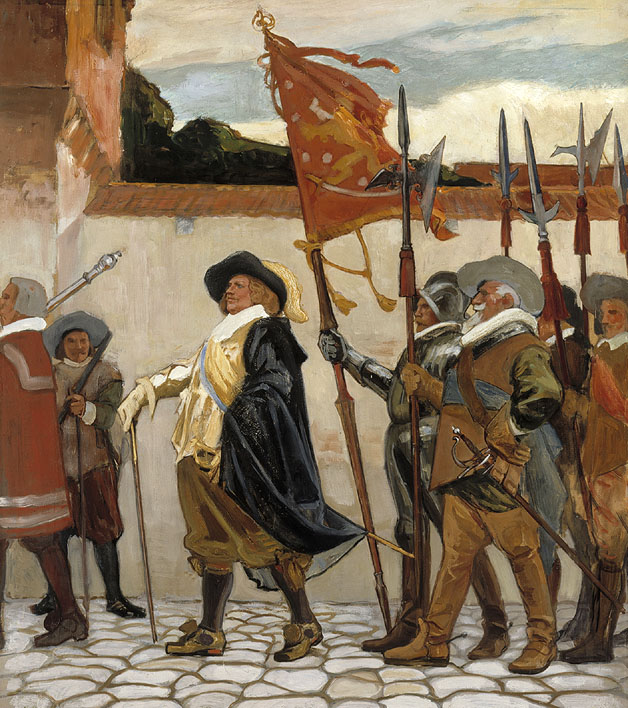
トゥルク王立アカデミーの開幕式（中）
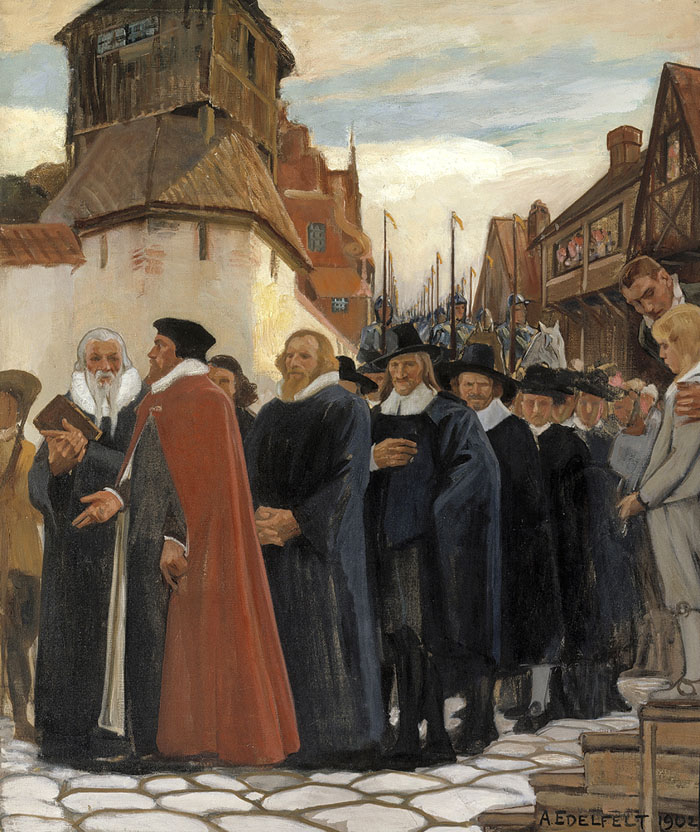
トゥルク王立アカデミーの開幕式（右）

## 書目
- Pommereau,Claude (Chief Editor), "Albert Edelfelt -Lumières de Finland", (in French), February 2022, BeauxArts & Cie Editions (ISBN 979-1-02040-725-2)